# Мижары
Мижа́ры (чув. Мишер) — деревня в Моргаушском районе Чувашской Республики.  Входит в состав Большесундырского сельского поселения.

## География
Находится в северо-западной части Чувашии, на расстоянии приблизительно 19 км на северо-запад по прямой от районного центра села Моргауши.

## История
Известна с 1858 года как околоток деревни Сятрай (Большая Тюмерля) – ныне Сятраево Ядринского района с 163 жителями. В 1906 было учтено 48 дворов и 236 жителей, в 1926 – 58 дворов и 288 жителей, в 1939 – 292 жителя, в 1979 – 199. В 2002 году было 57 дворов, в 2010 – 46 домохозяйств. В 1930 году был образован колхоз «Ядро», в 2010 действовало КФХ «Чернов».

## Население
Постоянное население составляло 150 человек (чуваши 95%) в 2002 году, 116 в 2010.